# カルロ・モンテュオリ
カルロ・モンテュオリ（Carlo Montuori、1885年8月3日 - 1968年3月4日）は、イタリアの撮影監督。

## 作品
- バンボーレ
- 旅路はるか
- 屋根
- パンと恋と嫉妬
- 白い國境線
- 自転車泥棒
- ステファノを射て
- ヴィーナスのサイン